# トキオ・ホテル

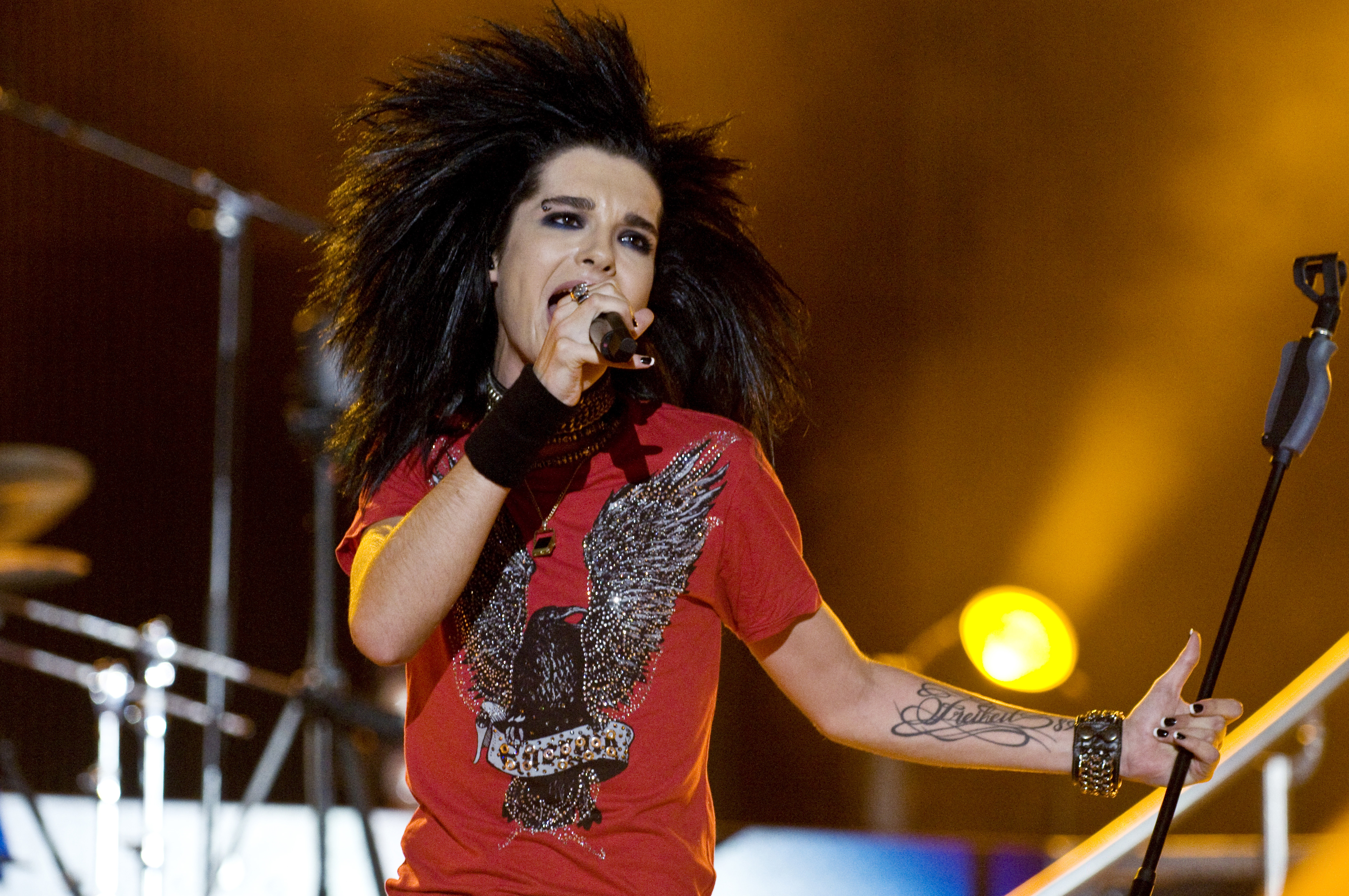
ビル・カウリッツ（2008年）

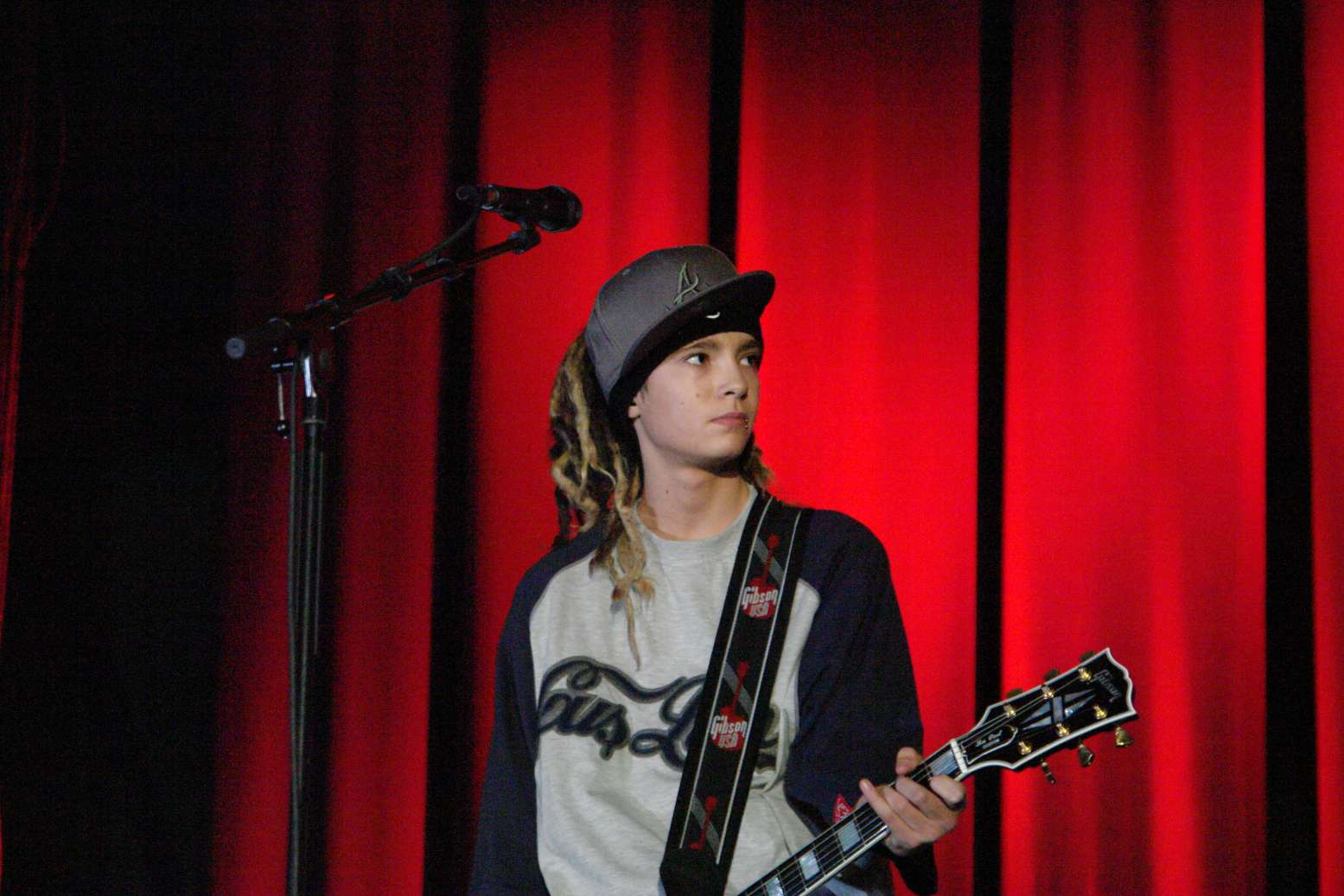
トム・カウリッツ（2006年）

トキオ・ホテル（Tokio Hotel）は、ドイツ・ザクセン＝アンハルト州マクデブルクで結成されたポップ/ロック/ミクスチャーバンド。

## 経歴
ボーカルのビル・カウリッツを中心につくられるその楽曲は本格的なもので、デビューから数年以内に数多の高名なる音楽賞を獲得。ドイツのポピュラー音楽界で最も大きな注目を集めるバンドでありつつ、ヨーロッパを中心に活躍。
双子のビル（弟・ボーカル）とトム（兄・ギター）のカウリッツ兄弟は、9歳と10歳の頃からギタリストである父の影響を受けて音楽活動を始めた。2001年、ライブハウスなどを回りながら活動を続けている時に、ゲオルク・リスティング（ベース）とグスタフ・シェーファー（ドラム）に出会い、4人で「Devilish」を結成。2003年に、ビルがドイツのオーディション番組に出演。ベスト16に入り、ジェリ・ハリウェルの「It's Raining Men」を披露。それがきっかけとなり、本人共々バンドも注目を浴びることとなる。
2005年にシングル「Durch Den Monsun」（英語版タイトル： Monsoon、日本語版タイトル：モンスーンを越えて）でメジャー・デビュー。デビューと同時にバンド名を「トキオ・ホテル」に改名。当初、ドイツのライブ・ハウスでのライブが主な活動だったが、デビュー前から既にPVがテレビで流れていたことで人気が高まり、デビューわずか9日目にしてチャート1位の座を掴んだ。
翌年には、ドイツ国内で最大の音楽の祭典にあたるエコー賞で最優秀新人賞を受賞、続いて『ドイツ文化への貢献』の栄誉を称えられライプツィヒにおいてBild Osgar Awardsを受賞。イギリスはロンドンで開かれたWorld Music Awardsで数多の賞を獲得するなど、一種のムーブメントを伴う形で絶大な人気を得るに至った。
続いて発売したデビュー・アルバム『トキオ・ホテル』（原題：Schrei、英語版タイトル：Scream）は、20万枚売れれば大成功といわれるドイツ音楽界において、60万枚以上（ドイツ国内のみで）という破格の売り上げを記録。2008年5月6日には、アルバム『SCREAM』でアメリカでのデビューを果たした。
2010年12月にメンバーたちの念願であったバンド名とゆかりも深い日本への訪問を果たした。2011年6月には再来日し、東日本大震災チャリティーイベントに参加。
現在はロサンゼルスに拠点を移し、活動を続けている。

## メンバー
- ビル・カウリッツ (Bill Kaulitz、1989年9月1日生まれ) - ボーカル
- トム・カウリッツ (Tom Kaulitz、1989年9月1日生まれ) - ギター
- ゲオルク・リスティング (Georg Listing、本名ゲオルグ・モーリッツ・ハーゲン・リスティング、1987年3月31日生まれ) - ベース
- グスタフ・シェーファー (Gustav Schäfer、本名グスタフ・クラウス・ウォルフガング・シェイファー、1988年9月8日生まれ) - ドラム

## ディスコグラフィ

### スタジオ・アルバム
- 『トキオ・ホテル』 - Schrei (2005年)
- Zimmer 483 (2007年)
- Scream (2007年)
- Humanoid (2009年)
- Kings of Suburbia (2014年)
- Dream Machine (2017年)
- 2001 (2022年)

### EP
- World Behind My Wall (2010年)
- Feel It All (2015年)
- Boy Don't Cry (2017年)
- Chateau (Remixes) (2019年)

### ライブ・アルバム
- Zimmer 483 – Live in Europe (2007年)
- Humanoid City Live (2010年)

### コンピレーション・アルバム
- Best of TH (2010年)
- 『ダークサイド・オブ・ザ・サン』 - Darkside of the Sun (2011年)

### シングル
- "Durch den Monsun"/"Monsoon" (2005年)
- "Schrei"/"Scream" (2005年)
- "Rette mich"/"Rescue Me" (2006年)
- "Der letzte Tag" (2006年)
- "Übers Ende der Welt"/"Ready, Set, Go!" (2007年)
- "Spring nicht"/"Don't Jump" (2007年)
- "An deiner Seite (Ich bin da)"/"By Your Side" (2007年)
- "Heilig" (2008年)
- "Automatisch"/"Automatic" (2009年)
- "Lass uns laufen"/"World Behind My Wall" (2010年)
- "Love Who Loves You Back" (2014年)
- "Feel It All" (2015年)
- "Something New" (2016年)
- "What If" (2016年)
- "Boy Don't Cry" (2017年)
- "Easy" (2017年)
- "Melancholic Paradise" (2019年)
- "When It Rains It Pours" (2019年)
- "Chateau" (2019年)
- "Durch den Monsun 2020"/"Monsoon 2020" (2020年)
- "Berlin" (featuring VVAVES) (2020年)
- "White Lies" (featuring VIZE) (2021年)
- "Here Comes the Night" (2021年)
- "Bad Love" (2022年)
- "HIM" (2022年)
- "When We Were Younger" (2022年)
- "Happy People" (featuring Daði Freyr) (2022年)

## 受賞歴
2005年
- Comet: Best Newcomer 2005, Supercomet
- Bambi-Verleihung: Pop-National
- 1live-Krone: Best Newcomer

2006年
- Echo: Best Newcomer
- Goldener Pinguin: Best Newcomer
- Radio Regenbogen Awards: Pop-National
- Steiger Award: Newcomer
- World Music Award: Best Selling German Artist

2007年
- 2007年1月: European Border Breakers Award (for the album "Schrei")
- 2007年1月: BZ-Kulturpreis: (Rock)
- 2007年3月: Echo: Best Music Video
- 2007年4月: Bravo - Goldener Otto: Superrockband
- 2007年5月: Viva Comet: Supercomet, Best Band, Best Music Video
- 2007年6月: Jabra Music: Die Beste Band In Die Welt )(The Best Band In The World)
- 2007年9月: Festivalbar Premio Digital
- 2007年9月: Goldene Stimmgabel: Best Rock International
- 2007年10月: Belgian TMF awards: Best Video, Best Album, Best Pop, Best New Artist
- 2007年11月: MTV Europe Music Awards (Munich): Inter Act
- 2007年11月: Nickelodeon Kid's Choice Awards (Milão) - Best Band

2008年
- 2008年1月: NRJ Music Awards 2008 - Best International Band
- 2008年1月: Rockbjören Awards 2008 - Best International Band
- 2008年2月: Goldene Kamera 2008 - Musik National
- 2008年2月: Echo - Best Music Video
- 2008年5月: Silver Otto
- 2008年5月: MTV TRL (Italy) - Best Number 1 Single of the Year, Best Band
- 2008年5月: Comet 2008 - Best Band, Best Live Act, Best Video, Supercomet
- 2008年9月: Best New Artist MTV VMA Music Awards
- 2008年10月: Best Male Artist International (Bill Kaulitz) TMF Awards
- 2008年10月: Best Video International TMF Awards
- 2008年10月: Song of the Year MTV Latin Awards
- 2008年10月: Best Fanclub-Venezuela MTV Latin Awards
- 2008年10月: Best New Artist-International MTV Latin Awards
- 2008年10月: Best Ringtone MTV Latin Awards